# 12-я смешанная авиационная дивизия
 12-я сме́шанная авиацио́нная диви́зия  — авиационное воинское соединение Вооружённых сил СССР в Великой Отечественной войне.

## Формирование дивизии
12-я смешанная авиационная дивизия сформирована 23 июля 1941 года на основании Приказа НКО СССР переформированием 12-й бомбардировочной авиационной дивизии.

## Переформирование дивизии
12-я смешанная авиационная дивизия 13 февраля 1942 года обращена на формирование Военно-воздушных сил 16-й армии Западного фронта.

## В действующей армии
В составе действующей армии:
- 23 июля 1941 года по 31 января 1942 года.

## Командиры дивизии
| Звание    | Имя                          | Период                  | Примечание                                    |
| --------- | ---------------------------- | ----------------------- | --------------------------------------------- |
| полковник | Аладинский Владимир Иванович | 23.07.1941 — 20.09.1941 | убыл командующим ВВС 43-й армии               |
| полковник | Крупский Иван Васильевич     | 20.09.1941 — 13.02.1942 | убыл заместителем командующего ВВС 61-й армии |

## В составе соединений и объединений
| Дата          | Фронт (округ)         | Армия      | ВВС армии  | Примечания     |
| ------------- | --------------------- | ---------- | ---------- | -------------- |
| 23.07.1941 г. | Фронт резервных армий | ВВС фронта |            |                |
| 29.07.1941 г. | Резервный фронт       | ВВС фронта | 43-я армия | ВВС 43-й армии |
| 03.10.1941 г. | Западный фронт        | ВВС фронта | 43-я армия | ВВС 43-й армии |
| 25.12.1941 г. | Брянский фронт        | ВВС фронта | 61-я армия | ВВС 61-й армии |
| 14.01.1942 г. | Западный фронт        | ВВС фронта | 61-я армия | ВВС 61-й армии |
| 13.02.1942 г. | Западный фронт        | ВВС фронта | 61-я армия | ВВС 61-й армии |

## Состав дивизии
На 22 июня 1941 года
Управление — Витебск
6-й скоростной бомбардировочный авиационный полк — Витебск
43-й скоростной бомбардировочный авиационный полк — Витебск
128-й скоростной бомбардировочный авиационный полк — Улла
209-й скоростной бомбардировочный авиационный полк — Балбасово, Бецкое
215-й скоростной бомбардировочный авиационный полк — Смоленск, Травники
| Части                                                                   | Период                  | Примечание |
| ----------------------------------------------------------------------- | ----------------------- | --- |
| 122-й истребительный авиационный полк                                   | 23.07.1941 — 24.08.1941 | МиГ-3, передал одну аэ в 127-й иап и убыл в 1-ю Высшую школу штурманов                                                                             |
| 127-й истребительный авиационный полк                                   | 26.07.1941 — 22.09.1941 | И-153, одна аэ МиГ-3 из 122-го иап. Управление и одна аэ убыли на Ленинградский фронт. Оставшиеся две аэ при 12-й сад вошли в другие полки дивизии |
| 411-й пикировочный бомбардировочный авиационный полк особого назначения | 23.07.1941 — 22.08.1941 | расформирован |
| 594-й ночной бомбардировочный авиационный полк                          | 09.12.1941 — 13.02.1942 | передан в состав ВВС 61-й армии |
| 734-й ночной бомбардировочный авиационный полк                          | 17.01.1942 — 13.02.1942 | По-2, передан в состав ВВС 61-й армии |
| 46-я отдельная разведывательная авиационная эскадрилья                  | 29.07.1941 — 20.09.1941 | расформирована |
| 16-й ближнебомбардировочный авиационный полк                            | 23.08.1941 — 22.09.1941 | |
| 239-й истребительный авиационный полк                                   | 23.08.1941 — 22.09.1941 | |

## Участие в операциях и битвах
- Смоленское сражение — с 23 июля 1941 года по 10 сентября 1941 года.
- Ельнинская операция — с 30 августа 1941 года по 8 сентября 1941 года.
- Битва за Москву:
  - Контрнаступление под Москвой — с 8 декабря 1941 года
  - Ржевско-Вяземская операция — с 8 января 1942 года по 3 марта 1942 года.